# Хаватме, Наиф
Наиф Хаватме (араб. نايف حواتمة‎; англ. Nayef Hawatmeh) — палестинский и иорданский радикальный политический деятель. Один из сподвижников Ясира Арафата. Идеолог, организатор и участник вооружённой борьбы в Иордании, Ливане, Ираке, Южном Йемене и Палестине. С 1969 года бессменный генеральный секретарь Демократического фронта освобождения Палестины. В 1999 году возглавляемый Хаватме ДФОП был исключён из списка террористических организаций США и ООН.
Хаватме поддерживает создание независимого Государства Палестина в границах на 4 июня 1967 года, со столицей в восточном Иерусалиме. Находясь в молодости под влиянием маоизма, в зрелые годы Хаватме известен как приверженец идей марксизма, в течение всей жизни политик выдвигает лозунги борьбы беднейших слоёв палестинского общества за свои социальные права. Хаватме является автором множества изданных в разных странах и на разных языках исторических и теоретических трудов о палестинском движении сопротивления и развитии ситуации на Ближнем Востоке. В марте 2018 года на пресс-конференции в Москве после переговоров в МИД РФ Хаватме объявил о возможности третьей интифады в Палестине, если переговоры о статусе Восточного Иерусалима зайдут в тупик. Имя Хаватме транслитерируется с арабского в различных возможных вариантах: Наиф Хаватма, Наеф Хаватма и т. д.

## Биография
Точно неизвестно, когда Хаватме родился — в 1935, 1937 или 1938 годах. Происходит из бедуинского племени восточнокатолического вероисповедания из Иордании. Окончил среднюю школу Аль-Хусейна в Аммане, затем поступил в Каирский медицинский университет (по другим данным — окончил Бейрутский университет, специальности философия и психология). В ранние годы вступил в Арабское националистическое движение (АНД). После окончания университета работал преподавателем, а в 1955—1956 годах — журналистом в Иордании. В начале 1950-х годов вошёл в руководство АНД в Иордании и на Западном берегу.
В 1959 году, когда АНД стало подвергаться преследованиям со стороны иорданских властей, ушёл в подполье и был заочно приговорён к смертной казни. Тайно через Дамаск переправился в Триполи, Северный Ливан. В тот период президент Ливана Камиль Шамун придерживался проамериканской линии и поддерживал т. н. «доктрину Эйзенхауэра» по противодействию распространения коммунизма на Ближнем Востоке. Наиф Хаватме поддерживал антиправительственные силы, выступавшие против прежнего курса, и был одним из организаторов Национального фронта, в котором приняли участие бывший премьер-министр Ливана Рашид Караме и его партия, АНД и БААС. Начавшаяся в 1958 году в Ливане гражданская война привела к смене правительства. Пришедшее к власти правительство отказалось от проамериканского курса и заявило о политике «позитивного нейтралитета». Американские войска были вынуждены покинуть страну.
В конце 1958 года Хаватме перебрался в Багдад и до 1963 года являлся главой иракского отделения АНД. Находясь в Ираке, Хаватме провёл 14 месяцев в тюрьме за участие в борьбе против президента Абделя Касема. Был освобождён после государственного переворота, организованного БААС и генералом Арефом. Однако вскоре он был вновь арестован за публикации в издававшейся им газете «Al-Wahdah» («Единство») и выслан в Египет, а затем в Ливан.
С 1963 по 1967 год Хаватме занимал пост главы АНД в Южном Йемене. Там он участвовал в движении за независимость страны, боровшемся против британской администрации. Там же написал книгу «Кризис Южнойеменской революции» («The Crisis of the South Yemen Revolution»), в которой написал о новой революционной программе в контексте противоборства левого и правого крыла в Национальном фронте Южного Йемена.
В 1967 году Хаватме вернулся в Иорданию, где принял участие в основании Народного фронта освобождения Палестины (НФОП), в котором был лидером левого крыла. Со времени создания Демократического фронта освобождения Палестины (ДФОП) в 1969 году является бессменным лидером.
В сентябре 1970 года иорданское правительство решило изгнать из страны палестинские организации, что вылилось в 10-месячные военные столкновения между палестинскими активистами и иорданской армией. Эти события получили известность в качестве «чёрного сентября». В специальном официальном заявлении говорилось, что Наиф Хаватме должен был быть захвачен «живым или мёртвым».
В 1973 году Хаватме отошел от ранее поддерживаемой идеи создания «народной, демократической Палестины, в которой арабы и евреи будут жить без дискриминации, государство — без классового и национального угнетения» и выдвинул «Переходную национальную программу», предусматривавшую согласно резолюции ООН создание в Палестине двух государств — арабского и еврейского, и соглашение с Израилем. Известны попытки Хаватме и ДФОП начать диалог и взаимодействие с израильскими ультралевыми группами (в частности, с «Мацпен»). В апреле 1974 года Хаватме, первым из палестинских лидеров, обратился ко всем израильтянам на страницах тель-авивской газеты «Едиот Ахронот», а также других изданий, таких как американская «The Washington Post», бельгийская «Le Soir», французская «Le Monde» и ливанская «Annahar», где говорил о необходимости признания права палестинского народа на возвращение в родные края, его самоопределении и независимости. ДФОП по руковдсттвом Хаватме осуждал атаки на Израиль вне его границ (в том числе, угоны самолетов) и настаивал на необходимости сотрудничества между арабами и евреями. В то же время ДФОП организовывал вооружённые атаки против военных объектов на территории Израиля; также известны такие акции по атаке гражданских объектов, как Резня в Маалоте (1974) и резня в школьном автобусе в поселении Авивим (1970). Операцию по захвату школы в Маалот-Таршиха Хаватме и в 2000 годах считал примером «великих партизанских операций», вернуться к которым ДФОП может при необходимости.
После отступления палестинских террористических организаций из Бейрута в 1982 году Хаватме играл центральную роль в защите ООП, как коалиции палестинских организаций, и в соглашении между двумя фракциями ООП — ФАТХ и Фронта отказа.
С 1999 года возглавляемый Хаватме ДФОП исключён из списка террористических организаций правительства США, а также из аналогичного списка ООН. В XXI веке Хаватме является легитимным участником международных переговоров об окончательном урегулировании арабо-израильского конфликта и о статусе Государства Палестина.
Хаватме выступал против соглашений в Осло, заключённых Ицхаком Рабином и Ясиром Арафатом, назвав их предательством. Однако позднее, в конце 1990-х годов, примирился с соглашениями. На похоронах короля Иордании Хусейна 8 февраля 1999 года обменялся рукопожатием с президентом Израиля Эзером Вейцманом. С момента создания Палестинской национальной администрации, ДФОП под руководством Хаватме занял критическую позицию по отношению к Арафату и ПНА в целом, и поставил себе, по словам Хатамве, целью стать альтернативой «традиционному национализму ФАТХ и его популизму»; однако, в сравнении с правящей ФАТХ и набирающими с 90-х годов популярность исламистами, популярность ДФОП и лично Хаватме остается невысокой (0.4 %-1.6 % по опросам разных лет).
В 2004 году недолго участвовал в совместной палестино-израильской неправительственной попытке начать объединение в коалицию палестинских групп, поддерживающих тезис «два народа — два государства», которая прервалась в период «интифады Аль-Аксы».
В 2007 году впервые за 40 лет, с 1967 года, Израиль дал официальное разрешение Хаватме совершить поездку на Западный берег реки Иордан для того, чтобы принять участие в форуме Организации освобождения Палестины (ООП).
Хаватме — сторонник идей социализма, выборной демократии и политического плюрализма. Он является критиком политизации ислама, выступает за создание гражданского общества и современного светского государства, не основанного на конфессиональном или узконациональном принципе, близок к христианским ценностям. После распада СССР ДФОП, по словам Хаватме, больше не рассматривает себя как «марксистскую организация классического типа», а становится «новой левой марксистской организацией, впитывающей опыт революционного действия национального и мирового масштаба».
По некоторым данным, живёт в Сирии, где ДФОП имеет многочисленных сторонников. В качестве лидера Демократического фронта освобождения Палестины по приглашению МИД РФ регулярно посещает с визитами Россию, где Хаватме проводит встречи в Госдуме и Совете Федерации, в Администрации президента РФ, МИД РФ, Институте востоковедения, а также устраивает эпатажные пресс-конференции. В ходе визита в Москву в марте 2018 года Хаватме сообщил, что Организация освобождения Палестины (ООП) требует отказаться от признания Палестиной государства Израиль и от экономического сотрудничества с ним, а также предупредил о возможности третьей интифады в случае запланированного открытия 15 мая 2018 года посольства США в Израиле в Иерусалиме.